# Eleições estaduais no Maranhão em 1978
As eleições estaduais no Maranhão em 1978 aconteceram em duas fases sob a égide do Ato Institucional Número Três e do Pacote de Abril: em 1º de setembro ocorreu a via indireta e nela a ARENA elegeu o governador João Castelo, o vice-governador Artur Carvalho e o senador Alexandre Costa. A fase seguinte sobreveio em 15 de novembro, tal como nos outros estados brasileiros, e nesse dia a ARENA reelegeu o senador José Sarney e obteve quase todas as cadeiras entre os 12 deputados federais e 36 estaduais que foram eleitos.
Natural de Caxias, João Castelo foi assistente de gabinete da prefeitura de São Luís (1954-1955) durante a administração, Orfila Cardoso Nunes, depois trabalhou como conferente do tesouro estadual e em 1956 ingressou no Banco da Amazônia mediante concurso público, chegando ao posto de gerente em Codó, Coroatá e São Luís, até alcançar a direção das carteiras de fomento nas áreas de fomento, produção e crédito rural. Membro da Comissão Consultiva Bancária do Conselho Monetário Nacional a partir de 1966, graduou-se como técnico em Administração no Conselho de Federal de Técnicos de Administração no Rio de Janeiro quatro anos depois. Eleito deputado federal via ARENA em 1970 e 1974, aliou-se a José Sarney e foi eleito governador do Maranhão por via indireta em 1978. Durante o mandato estabeleceu-se como empresário ao fundar o Jornal de Hoje.
Nascido em Barra do Corda, o militar Artur Carvalho formou-se aspirante na Escola Militar do Realengo em 1937, atingindo a patente de General do Exército. Em São Luís, comandou a Guarnição Federal, o 24º Batalhão de Infantaria de Selva (24º BIS) e a Polícia Militar do Maranhão, além de dirigir os serviços de água e luz na respectiva cidade. Redator de O Estado do Maranhão, foi eleito deputado estadual pelo PSD em 1958. Vitorioso o Regime Militar de 1964, conseguiu novos mandatos pela ARENA em 1966, 1970 e 1974. Nesse interregno presidiu o diretório estadual da legenda e a Assembleia Legislativa do Maranhão, sendo eleito vice-governador do estado por via indireta em 1978, falecendo no exercício do cargo, em 29 de janeiro de 1982.
Cento e cinco dias após a morte de Artur Carvalho, renunciou João Castelo. Caberia ao deputado Albérico de França Ferreira, presidente da Assembleia Legislativa, assumir o governo estadual, todavia ele renunciou em 7 de maio de 1982. Dias antes, os deputados estaduais mudaram o regimento interno do poder legislativo em regime de urgência, garantido ao primeiro vice-presidente da casa o direito de assumir o governo, medida favorável a Ivar Saldanha, embora a constituição estadual determinasse a posse do presidente do Tribunal de Justiça, desembargador José Antônio de Almeida e Silva. Tamanha reviravolta pretendia assegurar a candidatura de José Sarney ao Palácio dos Leões, algo proibido por lei se Albérico de França Ferreira, tio do senador, assumisse o cargo. Pouco depois, Ferreira tornou-se conselheiro no Tribunal de Contas, Luís Rocha foi eleito governador e o mandato de Ivar Saldanha foi prorrogado e terminou em 15 de março de 1983.

## Resultado da eleição para governador
O Colégio Eleitoral do Maranhão era composto por 268 membros sendo dominado pela ARENA. Houve um voto em branco (0,37%) e oito votos (2,99%) não foram informados.
| Candidatos a governador do estado | Candidatos a vice-governador | Número | Coligação             | Votação | Percentual |
| --------------------------------- | ---------------------------- | ------ | --------------------- | ------- | ---------- |
| João Castelo ARENA                | Artur Carvalho ARENA         | -      | ARENA (sem coligação) | 259     | 96,64%     |
| Fontes:                           |                              |        |                       |         |            |

## Biografia dos senadores eleitos

### Alexandre Costa
Nascido em Caxias, o engenheiro civil Alexandre Costa formou-se na Universidade Federal de Minas Gerais em 1948. Nomeado prefeito de São Luís e depois secretário de Justiça pelo governador Eugênio de Barros, foi eleito vice-governador do Maranhão pelo PSD em 1955, contudo uma grave crise política adiou sua posse para julho de 1957, quando já pertencia ao PSP, nacionalmente comandado por Ademar de Barros. Eleito suplente de deputado federal em 1962, foi efetivado a com cassação de Neiva Moreira por ordem do Regime Militar de 1964, tornando-se apoiador deste. Reeleito pela ARENA em 1966, conquistou um mandato de senador em 1970, renovando-o através do Pacote de Abril, por voto indireto, em 1978. Filiado ao PDS após a restauração do pluripartidarismo em 1980, presidiu a Comissão do Distrito Federal no Senado Federal e votou em Paulo Maluf no Colégio Eleitoral em 1985.

### José Sarney
Natural de Pinheiro, o advogado e escritor José Sarney graduou-se na Universidade Federal do Maranhão em 1953 e nesse mesmo ano ingressou na Academia Maranhense de Letras. Filiado ao PSD, outrora partido de Vitorino Freire, foi eleito suplente de deputado federal em 1954, exercendo o mandato sob convocação. Após migrar à UDN, figurou na ala Bossa Nova do partido, sendo reeleito em 1958 e 1962. Aliado do Regime Militar de 1964, elegeu-se governador do Maranhão em oposição ao vitorinismo em 1965 e, no ano seguinte, ingressou na ARENA, pela qual foi eleito senador em 1970, renovando o mandato em 1978. No ano seguinte, tornou-se presidente nacional da ARENA e com retorno do pluripartidarismo em 1980, assumiu a presidência do PDS. Em 13 de agosto de 1984, filiou-se ao PMDB e neste partido foi eleito vice-presidente da República na chapa de Tancredo Neves, em quem votou no Colégio Eleitoral em 1985.

## Suplentes efetivados

### Américo de Souza
Nascido em Coroatá, o jornalista Américo de Souza começou a trabalhar aos treze anos, obtendo seu registro profissional em 1950. Candidato a vereador em São Luís pelo PST nesse ano, não se elegeu. Advogado formado pela Universidade Federal do Maranhão em 1955, tornou-se promotor de justiça em Monção, afastando-se para assumir uma diretoria na Real Transportes Aéreos, no Rio de Janeiro. Em 1960 mudou para Brasília e assumiu a vice-presidência do Sindicato Nacional das Empresas Aeroviárias, além de ser um dos fundadores da Ordem dos Advogados do Brasil no Distrito Federal. Quando a Varig comprou a Real Transportes Aéreos em 1961, manteve-se como diretor da empresa. Suplente de deputado federal pelo PSD do Rio Grande do Norte em 1962, elegeu-se deputado federal pela ARENA do Maranhão em 1966 e 1970. Graduado em Administração no Centro Universitário de Brasília, candidatou-se a senador via sublegenda em 1978, sendo realocado como primeiro suplente de José Sarney. Quando o titular renunciou para assumir a vice-presidência da República, Américo de Souza já havia saído do PDS e foi efetivado senador via PFL em 18 de março de 1985, mandato do qual abdicou no final do ano seguinte em troca de uma cadeira no Tribunal Superior do Trabalho. Nesse ínterim, foi derrotado ao buscar a reeleição em 1986.

### Bello Parga
Nascido em São Luís, o jornalista Bello Parga formou-se em Contabilidade em 1946 no Instituto Federal do Maranhão. Nos anos vindouros, ingressou na UDN, dirigiu O Estado do Maranhão e tornou-se funcionário do Banco do Brasil em 1951. Quando o Regime Militar de 1964 impôs o bipartidarismo, optou pela ARENA e foi secretário particular da presidência da República no governo Humberto Castelo Branco, além de presidente do Banco do Estado do Maranhão no governo José Sarney. Diretor do Banco do Nordeste, foi presidente da Companhia de Desenvolvimento Mineral do Maranhão antes de eleger-se suplente de senador na chapa de José Sarney em 1978. No ano seguinte tornou-se superintendente regional de operações do Banco do Brasil e em 1980 filiou-se ao PDS. Deixou o cargo a tempo de participar das eleições de 1986, quando renovou sua condição de suplente de senador pelo PFL, agora na chapa de Alexandre Costa. Em 3 de dezembro daquele ano, foi efetivado quando Américo de Souza tornou-se ministro do Tribunal Superior do Trabalho.

## Resultado da eleição para senador

### Mandato biônico de oito anos
A eleição para senador biônico levou à recondução de Alexandre Costa a uma cadeira que o mesmo conquistou por voto direto em 1970. Houve um voto em branco (0,37%) e oito votos (2,99%) não foram informados.
| Candidatos a senador da República | Candidatos a suplente de senador            | Número | Coligação             | Votação | Percentual |
| --------------------------------- | ------------------------------------------- | ------ | --------------------- | ------- | ---------- |
| Alexandre Costa ARENA             | Miguel Nunes ARENA Constantino Castro ARENA | -      | ARENA (sem coligação) | 259     | 96,64%     |
| Fontes:                           |                                             |        |                       |         |            |

### Mandato direto de oito anos
Dados conforme o Tribunal Superior Eleitoral, cujos dados informam a ocorrência de 638.402 votos nominais (84,19%), 69.994 votos em branco (9,23%) e 49.910 votos nulos (6,58%), resultando no comparecimento de 758.306 eleitores.
| Candidatos a senador da República | Candidatos a suplente de senador                     | Número | Coligação               | Votação | Percentual |
| --------------------------------- | ---------------------------------------------------- | ------ | ----------------------- | ------- | ---------- |
| José Sarney ARENA                 | Bello Parga ARENA                                    | -      | ARENA (sublegenda um)   | 409.633 | 64,16%     |
| José Mário Ribeiro da Costa MDB   | João Mota de Queiroz MDB João Batista dos Santos MDB | -      | MDB (sem coligação)     | 161.872 | 25,36%     |
| Américo de Souza ARENA            | Benedito Ferreira Lemos ARENA                        | -      | ARENA (sublegenda dois) | 66.897  | 10,48%     |
| Fontes:                           |                                                      |        |                         |         |            |

## Deputados federais eleitos
São relacionados os candidatos eleitos com informações complementares da Câmara dos Deputados.

Representação eleita
  ARENA: 10
  MDB: 2

| Deputados federais eleitos | Partido | Votação | Percentual | Cidade onde nasceu | Unidade federativa |
| Luís Rocha                 | ARENA   | 62.749  |            | Loreto             | Maranhão           |
| Vítor Trovão               | ARENA   | 56.318  |            | Axixá              | Maranhão           |
| Edison Lobão               | ARENA   | 56.236  |            | Mirador            | Maranhão           |
| Magno Bacelar              | ARENA   | 44.179  |            | Coelho Neto        | Maranhão           |
| Epitácio Cafeteira         | MDB     | 39.740  |            | João Pessoa        | Paraíba            |
| João Alberto Souza         | ARENA   | 39.617  |            | São Vicente Ferrer | Maranhão           |
| Edson Vidigal              | ARENA   | 37.198  |            | Caxias             | Maranhão           |
| Nagib Haickel              | ARENA   | 36.313  |            | Pindaré-Mirim      | Maranhão           |
| Temístocles Teixeira       | ARENA   | 31.725  |            | Pastos Bons        | Maranhão           |
| Vieira da Silva            | ARENA   | 29.841  |            | São Luís           | Maranhão           |
| José Ribamar Machado       | ARENA   | 29.794  |            | Buriti             | Maranhão           |
| Freitas Diniz              | MDB     | 25.014  |            | Araioses           | Maranhão           |
| Fontes:                    |         |         |            |                    |                    |

## Deputados estaduais eleitos
A Assembleia Legislativa do Maranhão recebeu trinta e um representantes da ARENA e cinco do MDB.

Representação eleita
  ARENA: 31
  MDB: 5

| Deputados estaduais eleitos               | Partido | Votação | Percentual | Cidade onde nasceu  | Unidade federativa |
| Enoc Vieira                               | ARENA   | 25.294  |            | Esperantinópolis    | Maranhão           |
| Sarney Filho                              | ARENA   | 25.253  |            | São Luís            | Maranhão           |
| Alexandre Costa Júnior                    | ARENA   | 20.809  |            | São Luís            | Maranhão           |
| José Bento Nogueira Neves                 | ARENA   | 17.633  |            | Itapecuru-Mirim     | Maranhão           |
| Albérico de França Ferreira               | ARENA   | 16.166  |            | Imperatriz          | Maranhão           |
| Fernando Falcão                           | ARENA   | 15.961  |            | Colinas             | Maranhão           |
| Francisco Coelho Dias                     | ARENA   | 14.919  |            | Bacabal             | Maranhão           |
| Dorian Riker Teles de Menezes             | ARENA   | 14.572  |            | Manaus              | Amazonas           |
| Wilson Ramos Neiva                        | ARENA   | 14.247  |            | Barão de Grajaú     | Maranhão           |
| Antônio Pontes de Aguiar                  | ARENA   | 14.139  |            | Chapadinha          | Maranhão           |
| Absalão Coelho                            | ARENA   | 13.104  |            | Bernardo do Mearim  | Maranhão           |
| Ivar Saldanha                             | ARENA   | 12.944  |            | Rosário             | Maranhão           |
| Gervásio Protásio dos Santos              | ARENA   | 12.863  |            | São Félix de Balsas | Maranhão           |
| Teoplistes Teixeira Filho                 | ARENA   | 12.792  |            | Pastos Bons         | Maranhão           |
| João Afonso Barata Lopes Bastos           | ARENA   | 12.450  |            | Caxias              | Maranhão           |
| Filadelfo Dedeco Mendes Filho             | ARENA   | 12.365  |            | Pinheiro            | Maranhão           |
| Artur Carvalho Filho                      | ARENA   | 12.294  |            | São Luís            | Maranhão           |
| Celso Coutinho                            | ARENA   | 12.277  |            | Guimarães           | Maranhão           |
| Haroldo Saboia                            | MDB     | 12.171  |            | São Luís            | Maranhão           |
| Jose Ribamar Elouf                        | ARENA   | 11.688  |            | Timon               | Maranhão           |
| Raimundo Gomes de Lima                    | ARENA   | 10.792  |            | Timon               | Maranhão           |
| Josélio Fernandes Carvalho Branco         | ARENA   | 10.678  |            | São Luís            | Maranhão           |
| Benedito Lago                             | MDB     | 10.636  |            | Pedreiras           | Maranhão           |
| Remi Ribeiro                              | ARENA   | 10.551  |            | Dom Pedro           | Maranhão           |
| Marconi Caldas                            | ARENA   | 10.518  |            | São Luís            | Maranhão           |
| Nan Souza                                 | ARENA   | 10.303  |            | São Vicente Ferrer  | Maranhão           |
| José Gerardo de Abreu                     | ARENA   | 10.204  |            | Acaraú              | Ceará              |
| Pedro Novais                              | ARENA   | 10.164  |            | Coelho Neto         | Maranhão           |
| Raimundo Leal                             | ARENA   | 9.954   |            | Uruçuí              | Piauí              |
| Orlando Brito de Aquino                   | ARENA   | 9.704   |            | Rosário             | Maranhão           |
| Manoel Sebastião Pinheiro                 | ARENA   | 9.623   |            | Peri Mirim          | Maranhão           |
| Marco Antônio Almeida Vieira da Silva     | ARENA   | 9.384   |            | São Luís            | Maranhão           |
| Carlos Guterres                           | MDB     | 9.325   |            | São Luís            | Maranhão           |
| Mário José Dias Carneiro                  | ARENA   | 8.643   |            | Loreto              | Maranhão           |
| Maria da Conceição Senna e Silva Mesquita | MDB     | 8.233   |            | Sambaíba            | Maranhão           |
| Valdivino Diniz Castelo Branco            | MDB     | 7.715   |            | São Luís            | Maranhão           |
| Fontes:                                   |         |         |            |                     |                    |